# Kenneth Box
Kenneth James Box (ur. 1 grudnia 1930 w West Derby, zm. 1 września 2022 w Maroochydore) – brytyjski lekkoatleta, sprinter, wicemistrz Europy z 1954.
Wystąpił w reprezentacji Anglii na Igrzyskach Imperium Brytyjskiego i Wspólnoty Brytyjskiej w 1954 w Vancouver. Angielska sztafeta 4 × 110 jardów w składzie: Alan Lillington, Brian Shenton, George Ellis i Box zajęła w finale 4. miejsce. Box startował także w biegu na 100 jardów, w którym odpadł w eliminacjach.
Był członkiem brytyjskiej sztafety 4 × 100 metrów, która w zestawieniu: Box, Ellis, Kenneth Jones i Shenton zdobyła srebrny medal na mistrzostwach Europy w 1954 w Bernie.
Zajął 5. miejsce w sztafecie 4 × 100 metrów na igrzyskach olimpijskich w 1956 w Melbourne (sztafeta brytyjska biegła w składzie: Box, Roy Sandstrom, David Segal i Shenton). Sztafeta dwukrotnie wyrównała wówczas rekord Wielkiej Brytanii czasem 40,6 s. Box startował również w biegu na 100 metrów, ale odpadł w ćwierćfinale.
Był mistrzem Wielkiej Brytanii (AAA) w biegu na 100 jardów w 1957.